# August Buck
August Buck (* 3. Dezember 1911 in Delitzsch; † 15. Juli 1998) war ein deutscher Romanist und Ordinarius für Romanische Philologie an der Philipps-Universität Marburg. Schwerpunkte seiner wissenschaftlichen Arbeit waren die Humanismus- und Renaissanceforschung. Buck war Präsident der Deutschen Dante-Gesellschaft und Rektor der Universität Marburg.

## Leben und Wirken
Buck war der Sohn des Katasterdirektors August Buck und seiner Ehefrau Herma Buck, geborene Pauser. Nach dem Besuch der Volksschule und Oberrealschule in Delitzsch legte er am 5. März 1931 die Reifeprüfung ab.
Nach seinem Studium war er 1936 in Leipzig promoviert worden. Seine Dissertation befasste sich mit dem Platonismus in den Dichtungen Lorenzo de Medicis. Im Winter 1936/37 vertrat er in Kiel das italienische Lektorat. 1942 habilitierte er sich dort über Italienische Dichtungslehren. Seit 1943 war er Lektor am Deutschen Institut in Venedig und sollte noch 1945 die Leitung einer Zweigstelle in Mailand übernehmen.
In seinen Forschungen widmete Buck sich vor allem der italienischen Geistesgeschichte, der französischen Literatur des 18. Jahrhunderts und dem Humanismus und dessen Rezeption. 1949 wurde er zum Professor ernannt. 1957 folgte er dem Ruf auf das Ordinariat in Marburg. 1966/67 war er Rektor der Universität Marburg.
Buck war 21 Jahre lang von 1972 bis 1993 Präsident der Deutschen Dante-Gesellschaft, zudem amtierte er von 1972 bis 1974 als Vizepräsident der Akademie deutsch-italienischer Studien. Die Wolfenbütteler Renaissance-Mitteilungen wurden 1977 von ihm begründet. Er war mehr als zwei Jahrzehnte deren Herausgeber. Seit 1996 bis zu Bucks Tod wurde Bodo Guthmüller Mitherausgeber, der ihm auch auf dem Marburger Lehrstuhl nachfolgte.

## Veröffentlichungen (Auswahl)
- als Hrsg. mit Notker Hammerstein: Handbuch der deutschen Bildungsgeschichte. Band 1: 15.–17. Jahrhundert. Von der Renaissance und der Reformation bis zum Ende der Glaubenskämpfe. Beck, München 1996, ISBN 3-406-32463-0.
- als Hrsg.: Der Europa-Gedanke (= Reihe der Villa Vigoni. Band 7). Niemeyer, Tübingen 1992, ISBN 3-484-67007-X.
- als Hrsg.: Die okkulten Wissenschaften in der Renaissance (= Wolfenbütteler Abhandlungen zur Renaissanceforschung. Band 12). Harrassowitz, Wiesbaden 1992, ISBN 3-447-03250-2.
- als Hrsg. mit Tibor Klaniczay: Sozialgeschichtliche Fragestellungen in der Renaissanceforschung (= Wolfenbütteler Abhandlungen zur Renaissanceforschung. Band 13). Harrassowitz, Wiesbaden 1992, ISBN 3-447-03249-9.
- Die Villa als Lebensform der italienischen Renaissance (= Sitzungsberichte der Wissenschaftlichen Gesellschaft an der Johann-Wolfgang-Goethe-Universität Frankfurt am Main. Band 29, 1). Steiner, Stuttgart 1992, ISBN 3-515-06108-8.
- Studien zu Humanismus und Renaissance. Gesammelte Aufsätze aus den Jahren 1981–1990 (= Wolfenbütteler Abhandlungen zur Renaissanceforschung. Band 11). Herausgegeben von Bodo Guthmüller, Karl Kohut und Oskar Roth. Harrassowitz, Wiesbaden 1991, ISBN 3-447-03239-1.
- als Hrsg.: Humanismus und Historiographie. VCH – Acta Humaniora, Weinheim 1991, ISBN 3-527-17029-4.
- als Hrsg.: Renaissance und Renaissancismus von Jacob Burckhardt bis Thomas Mann (= Reihe der Villa Vigoni. Band 4). Niemeyer, Tübingen 1990, ISBN 3-484-67004-5.
- als Hrsg.: Höfischer Humanismus (= Mitteilungen der Kommission für Humanismusforschung. Band 16). VCH – Acta Humaniora, Weinheim 1989, ISBN 3-527-17024-3.
- als Hrsg.: Erasmus und Europa. Vorträge (= Wolfenbütteler Abhandlungen zur Renaissanceforschung. Band 7). Harrassowitz, Wiesbaden 1988, ISBN 3-447-02839-4.
- Die italienische Renaissance aus der Sicht des 20. Jahrhunderts (= Sitzungsberichte der Wissenschaftlichen Gesellschaft an der Johann Wolfgang Goethe-Universität Frankfurt am Main. Band 24, 2). Steiner, Stuttgart 1988, ISBN 3-515-05150-3.
- Die Rezeption des Humanismus in den juristischen und medizinischen Fakultäten der italienischen Universitäten. In: Gundolf Keil, Bernd Moeller, Winfried Trusen (Hrsg.): Der Humanismus und die oberen Fakultäten.  Acta Humaniora – VCH, Weinheim 1987 (= Mitteilungen der Kommission für die Humanismusforschung. Band 14). ISBN 3-527-17016-2, S. 159–171 und 267–284.
- Humanismus. Seine europäische Entwicklung in Dokumenten und Darstellungen (= Orbis academicus. 1: Geisteswissenschaftliche Abteilung. Band 16). Alber, Freiburg im Breisgau u. a. 1987, ISBN 3-495-47627-X.
- als Hrsg. mit Tibor Klaniczay: Das Ende der Renaissance. Europäische Kultur um 1600. Vorträge (= Wolfenbütteler Abhandlungen zur Renaissanceforschung. Band 6). Harrassowitz, Wiesbaden 1987, ISBN 3-447-02687-1.
- Machiavelli (= Erträge der Forschung. Band 226). Wissenschaftliche Buchgesellschaft, Darmstadt 1985, ISBN 3-534-01294-1 (online).
- als Hrsg.: Renaissance – Reformation. Gegensätze und Gemeinsamkeiten. Vorträge (= Wolfenbütteler Abhandlungen zur Renaissanceforschung. Band 5). Harrassowitz, Wiesbaden 1984, ISBN 3-447-02476-3.
- Die Medizin im Verständnis des Renaissancehumanismus. In: Rudolf Schmitz, Gundolf Keil (Hrsg.): Humanismus und Medizin. Weinheim an der Bergstraße 1984 (= Deutsche Forschungsgemeinschaft: Mitteilungen der Kommission für Humanismusforschung. Band 11), S. 181–198.
- als Hrsg.: Biographie und Autobiographie in der Renaissance (= Wolfenbütteler Abhandlungen zur Renaissanceforschung. Band 4). Harrassowitz, Wiesbaden 1983, ISBN 3-447-02412-7.
- als Hrsg. mit Klaus Heitmann: Die Antike-Rezeption in den Wissenschaften während der Renaissance (= Mitteilung der Kommission für Humanismusforschung. Band 10). Acta Humaniora, Weinheim 1983, ISBN 3-527-17004-9.
- als Hrsg. mit Otto Herding: Der Kommentar in der Renaissance. Bonn-Bad Godesberg/Boppard 1975 (= Deutsche Forschungsgemeinschaft: Mitteilungen der Kommission für Humanismusforschung. Band 1), S. 209–224. Auch in: Gerhard Baader, Gundolf Keil (Hrsg.): Medizin im mittelalterlichen Abendland. Darmstadt 1982, S. 476–493.
- Studia humanitatis. Gesammelte Aufsätze 1973–1980. Festgabe zum 70. Geburtstag. Herausgegeben im Namen der Schüler, Freunde und Kollegen von Bodo Guthmüller, Karl Kohut, Oskar Roth. Akademische Verlagsgesellschaft Athenaion, Wiesbaden 1981, ISBN 3-7997-0801-4.
- als Hrsg. mit Otto Herding, Fritz Krafft u. a.: Humanismusforschung seit 1945. Ein Bericht aus interdisziplinärer Sicht. Boppard/Bonn 1975 (= Deutsche Forschungsgemeinschaft, Kommission für Humanismusforschung. Mitteilung 2).
- Humanistische Lebensformen. Die Rolle der italienischen Humanisten in der zeitgenössischen Gesellschaft (= Vorträge der Aeneas-Silvius-Stiftung an der Universität Basel. Band 18). Helbing und Lichtenhahn, Basel u. a. 1981, ISBN 3-7190-0805-3.
- als Hrsg.: Wolfenbütteler Abhandlungen zur Renaissanceforschung. Hauswedell, Hamburg 1981 ff.
- als Hrsg.: Die Rezeption der Antike. Zum Problem der Kontinuität zwischen Mittelalter und Renaissance [Vorträge gehalten anläßlich des ersten Kongresses des Wolfenbütteler Arbeitskreises für Renaissanceforschung in der Herzog-August-Bibliothek Wolfenbüttel vom 2.–5. September 1978] (= Wolfenbütteler Abhandlungen zur Renaissanceforschung. Band 1). Hauswedell, Hamburg 1981, ISBN 3-7762-0205-X.
- Die antiken Autoren aus der Sicht Dantes und Petrarcas. In: August Buck (Hrsg.): Die Rezeption der Antike. Zum Problem der Kontinuität zwischen Mittelalter und Renaissance. 1981, S. 9–23.
- Forschungen zur romanischen Barockliteratur (= Erträge der Forschung. Band 130). Wissenschaftliche Buchgesellschaft, Darmstadt 1980, ISBN 3-534-08003-3.
- Der Rückgriff des Renaissance-Humanismus auf die Patristik. In: Festschrift. Walther von Wartburg zum 80. Geburtstag. 2 Bände. Tübingen 1968, hier: Band 1, S. 153–175.
- als Hrsg.: Petrarca (= Wege der Forschung. Band 353). Wissenschaftliche Buchgesellschaft, Darmstadt 1976, ISBN 3-534-05723-6.
- Petrarcas Humanismus. In: August Buck (Hrsg.): Petrarca (= Wege der Forschung. Band 353). Wissenschaftliche Buchgesellschaft, Darmstadt 1976, ISBN 3-534-05723-6, S. 1–29.
- Rabelais und die Renaissance. Eine Einleitung. In: August Buck (Hrsg.): Rabelais (= Wege der Forschung. Band 284). Wissenschaftliche Buchgesellschaft, Darmstadt 1973, ISBN 3-534-04964-0, S. 1–25.
- als Hrsg.: Rabelais (= Wege der Forschung. Band 284). Wissenschaftliche Buchgesellschaft, Darmstadt 1973, ISBN 3-534-04964-0.
- Neues Handbuch der Literaturwissenschaft. Band 10: Renaissance und Barock. Akademische Verlagsgesellschaft Athenaion, Frankfurt am Main 1972, ISBN 3-7997-0095-1.
- Neues Handbuch der Literaturwissenschaft. Band 9: Renaissance und Barock. Akademische Verlagsgesellschaft Athenaion, Frankfurt am Main 1972, ISBN 3-7997-0094-3.
- Zu Begriff und Problem der Renaissance. Eine Einleitung. In: August Buck (Hrsg.): Zu Begriff und Problem der Renaissance (= Wege der Forschung. Band 204). Wissenschaftliche Buchgesellschaft, Darmstadt 1969, ISBN 3-534-04411-8. (= Wege der Forschung. Band 204). Wissenschaftliche Buchgesellschaft, Darmstadt 1969, ISBN 3-534-04411-8, S. 1–36.
- als Hrsg.: Zu Begriff und Problem der Renaissance (= Wege der Forschung. Band 204). Wissenschaftliche Buchgesellschaft, Darmstadt 1969, ISBN 3-534-04411-8.
- Die humanistische Tradition in der Romania. Gehlen, Bad Homburg 1968.
- Der Beitrag des Renaissance-Humanismus zur Ausbildung des naturwissenschaftlichen Denkens. In: Sitzungsberichte der Gesellschaft zur Beförderung der gesamten Naturwissenschaften zu Marburg. Band 87, 1966, S. 37.
- Der Orpheus-Mythos in der italienischen Renaissance (= Schriften und Vorträge des Petrarca-Instituts Köln. Band 15, ISSN 0531-0210). Scherpe, Krefeld 1961.
- Zum Methodenstreit zwischen Humanismus und Naturwissenschaft in der Renaissance. In: Sitzungsberichte der Gesellschaft zur Beförderung der gesamten Naturwissenschaften zu Marburg.  Band 81, 1959, S. 4–11.